# سیارک ۱۰۳۲۲۰
سیارک ۱۰۳۲۲۰ (به انگلیسی: 103220 Kwongchuikuen، نامگذاری:1999YQ4) صد و سه هزار و دویست و بیستمین سیارک کشف شده‌است که در ۲۸ دسامبر ۱۹۹۹ کشف شد.